# Сідуково
Сідуко́во (рос. Сидуково, марій. Келегорем) — присілок у складі Гірськомарійського району Марій Ел, Росія. Входить до складу Єласівського сільського поселення.

## Населення
Населення — 66 осіб (2010; 64 у 2002).
Національний склад (станом на 2002 рік):
- марі — 100 %